# Cal Maginet (Vilaverd)
Cal Maginet és una obra de Vilaverd (Conca de Barberà) inclosa a l'Inventari del Patrimoni Arquitectònic de Catalunya.

## Descripció
El nucli de Vilaverd conserva algunes construccions del segle xvi com aquesta. Es tracta d'un edifici construït amb reble, de parets gruxudes i amb molt poques obertures a causa del seu sistema constructiu. La primera planta amb la porta dovellada, presenta una sola finestra de reduïdes dimensions, mentre que la planta d'habitació només té finestres per la part posterior de l'edifici (façana n 9, Plaça de la Vila). El darrer pis mostra un assecador característic de l'arquitectura de la zona.